# Arrondissement de Kabrousse
L'arrondissement de Kabrousse est un arrondissement du Sénégal, situé dans le département d'Oussouye, une subdivision de la région de Ziguinchor dans la région historique de Casamance dans le sud du pays.
Il est situé à l'ouest du département d'Oussouye et est composé de 2 communautés rurales.

## Arrondissement de Kabrousse
Communautés rurales :
| Diembéring CR | Santhiaba Manjacque CR |
| --- | --- |
| 23 Villages : - Boucott-Diembéring - Boucott Diola - Bouyouye ? - Cachouane - Cap Skirring - Carabane (île) - Diembéring - Ehidj (île) ? - Etama - Etoune - Haloudia - Houdiabousse - Kabrousse - Kadiakaye - Kaëngha - Mossor ? - Nialou - Niéré - Nikine ? - Ourong (île) ? - Sifoca (île) ? - Wendaye (île) ? | 16 Villages : - Djirack - Effoc-Balandiate - Effoc-Eghine - Effoc-Ehneting - Effoc-Kakounoume - Ering - Essaout - Essoukoudiack - Kahéme - Santhiaba Manjacque - Youtou-Bouhéme - Youtou-Bringo - Youtou-Djibonker - Youtou-Essoukaye - Youtou-Kagar - Youtou-kamokindo |